# Neal of the Navy
Neal of the Navy è un serial muto del 1915 diretto da William Bertram e W.M. Harvey. In quattordici episodi, il serial ha come protagonisti William Courtleigh Jr. e Lillian Lorraine, una famosa interprete della rivista musicale passata al cinema.

## Trama
Un ex cadetto di Annapolis viene espulso dall'Accademia Navale per aver imbrogliato a un esame. Per tentare di discolparsi, si arruola in Marina. Nel frattempo, insieme alla fidanzata, si mette alla ricerca di un tesoro sepolto in un'isola sperduta.

### Episodi
1. The Survivors
2. The Yellow Packet
3. The Failure
4. The Tattered Parchment
5. A Message from the Past
6. The Cavern of Death
7. The Gun Runners
8. The Yellow Peril
9. The Sun Worshippers
10. The Rolling Terror
11. The Dreadful Pit
12. The Worm Turns
13. White Gods
14. The Final Goal

## Produzione
Il film fu prodotto dalla Balboa Amusement Producing Company. Venne girato ad Arch Beach, nella città di Laguna Beach, in California, la città dove aveva la sua sede la compagnia di produzione.

## Distribuzione
Distribuito dalla Pathé Exchange, il serial uscì nelle sale cinematografiche statunitensi il 2 settembre 1915.
Il film viene considerato perduto.